# Штырен, Ефим Семёнович
Ефим Семёнович Штырен (1912—1987) — советский учёный-радиотехник.

## Биография
Родился 21 мая 1912 года[по какому календарю?].
Окончил МИС в 1938 году.
Работал в НИИ-100 (в 1942—1943 служил в РККА, инженер батальона связи): инженер, старший инженер, руководитель группы, начальник лаборатории; кандидат технических наук (1946), старший научный сотрудник (1950). В 1950 году за работу в области связи стал лауреатом Сталинской премии первой степени.
В 1958—1961 годах был научным руководителем НИР «Дуга-1». В августе 1962 года группу Е. С. Штырена, которая выдвинула абсолютно новую, не такую, как у Н. И. Кабанова, идею загоризонтной радиолокации, в полном составе перевели в НИИДАР. НИР «Дуга-1» Штырену закончить не дали, назначив нового руководителя; хотя он оставался в НИИДАР до 1986 года — был начальником отдела (1962—1964), начальником лаборатории (1970—1973).
Умер 15 декабря 1987 года. Похоронен на Новом Донском кладбище, вместе с женой, Матильдой Яковлевной (1918—1999).